# Кроуфорд (округ, Айова)
Шаблон:StateAbbr_ 42°02′14″ пн. ш. 95°22′43″ зх. д. / 42.037222222222° пн. ш. 95.378611111111° зх. д.
Округ Кроуфорд (англ. Crawford County) — округ (графство) у штаті Айова, США. Ідентифікатор округу 19047.

## Історія
Округ утворений 1837 року.

## Демографія
За даними перепису
2000 року
загальне населення округу становило 16942 осіб, зокрема міського населення було 7108, а сільського — 9834.
Серед мешканців округу чоловіків було 8510, а жінок — 8432. В окрузі було 6441 домогосподарство, 4488 родин, які мешкали в 6958 будинках.
Середній розмір родини становив 3,03.
Віковий розподіл населення поданий у таблиці:
| Стать    | До 15 років | 15-21 | 22-29 | 30-39 | 40-49 | 50-65 | 65-85 | Понад 85 |
| -------- | ----------- | ----- | ----- | ----- | ----- | ----- | ----- | -------- |
| Чоловіки | 1852        | 952   | 762   | 1099  | 1268  | 1367  | 1091  | 119      |
| Жінки    | 1701        | 844   | 673   | 1051  | 1172  | 1297  | 1367  | 327      |

## Суміжні округи
- Іда — північ
- Сак — північний схід
- Керролл — схід
- Одюбон — південний схід
- Шелбі — південь
- Гаррісон — південний захід
- Монона — захід
- Вудбері — північний захід

## Виноски
1. ↑  US Decennial Census. US Census Bureau. Архів оригіналу за 26 квітня 2015. Процитовано 14 липня 2014.
2. ↑  Historical Census Browser. University of Virginia Library. Архів оригіналу за 11 серпня 2012. Процитовано 14 липня 2014.
3. ↑  Population of Counties by Decennial Census: 1900 to 1990. US Census Bureau. Архів оригіналу за 22 квітня 2014. Процитовано 14 липня 2014.
4. ↑  Census 2000 PHC-T-4. Ranking Tables for Counties: 1990 and 2000 (PDF). US Census Bureau. Архів оригіналу (PDF) за 18 грудня 2014. Процитовано 14 липня 2014.
5. ↑  State & County QuickFacts. US Census Bureau. Архів оригіналу за 9 липня 2011. Процитовано 14 липня 2014.(англ.) Наведено за англійською вікіпедією.
6. ↑  American FactFinder. Бюро перепису населення США. Архів оригіналу за 29 липня 2011. Процитовано 31 січня 2008.

| США | Це незавершена стаття з географії США. Ви можете допомогти проєкту, виправивши або дописавши її. |